# 馬場圭介
馬場 圭介（ばば けいすけ、7月12日 - ）は、日本の男性声優。埼玉県出身。

## 人物
青二プロダクションに所属していた。
青二塾東京校II部第2期生卒業。
特技は料理。
資格・免許は普通自動車免許、普通自動二輪。

## 出演

### テレビアニメ
2001年
- GEAR戦士電童（側近）

2002年
- アベノ橋魔法☆商店街（アキラさん、従者C）
- キン肉マンII世（男B）
- 爆転シュート ベイブレード2002（賊の男1）
- ハングリーハート WILD STRIKER（土居龍生）
- ONE PIECE（民衆、バロック・ワークス、ビリオンズ、手下）

2003年
- アストロボーイ・鉄腕アトム（ハンターロボ、暴走族、野次馬）
- エアマスター（門下生）
- GAD GUARD（ワンダの部下）
- 出撃!マシンロボレスキュー（職員）
- FIRESTORM（ジャック）
- ONE PIECE（海賊、隊員）

2004年
- かいけつゾロリ（村人）
- 名探偵コナン（村人）
- RAGNAROK THE ANIMATION（マーチャントB）

2006年
- 獣王星（野童）

2008年
- 鉄のラインバレル（高校生1）

2010年
- サイエンChu! 夕焼け家族（お父さん）

2011年
- デジモンクロスウォーズ（キュートモンパパ）

2012年
- 聖闘士星矢Ω（2012年 - 2013年、ゴーレムA、聖闘士、兵長）

2014年
- 暴れん坊力士!!松太郎（親方B）
- みんな集まれ!ファルコム学園（ドギ[4]）

2016年
- タイガーマスクW（2016年 - 2017年、リカルド・ゴンザレス、メタルA）

### OVA
- GUNDAM EVOLVE 2 RX-178 GUNDAM Mk-II（2001年、通信音声）
- I'll/CKBC（2002年、監督、バスケ部員）
- サクラ大戦 神崎すみれ 引退記念 す・み・れ（2002年、観客）

### ゲーム
2002年
- 真・三國無双2 猛将伝（兵士4）

2003年
- インタールード ※PS2、PCALL
- 学園ヘヴン BOY'S LOVE SCRAMBLE!
- サモンナイト3（海賊、帝国軍兵士、はぐれ召喚獣 他）
- 三國志戦記2（曹仁、華佗）
- 白詰草話 -Episode of the Clovers-
- 真・三國無双3（程普、豪将〈老〉）
- 真・三國無双3 猛将伝（程普、豪将〈老〉）

2004年
- 真・三國無双（武将2）※PSP
- 真・三國無双3 Empires（程普、豪将〈老〉）
- 戦国無双（武将1、武将4、兵士2、兵士6）
- 戦国無双 猛将伝（武将1、武将4、兵士2、兵士6）

2006年
- CLANNAD -クラナド- ※PS2、PSP、Xbox 360
- 戦国無双2 Empires（新武将〈豪将〉）

2007年
- シャイニング・ウィンド（Other）
- シャイニング・フォース イクサ（ボルカノデモン）
- メタルギアソリッド ポータブル・オプス+（兵士）

2008年
- ポイズンピンク（Others）

2009年
- Ys SEVEN（ドギ）
- 闘真伝（システムボイス）
- 龍が如く3

2010年
- 北斗無双（ユダ、将兵1）※PS3、Xbox 360

2012年
- オール仮面ライダー ライダージェネレーション2（仮面ライダーカリス）
- 真・北斗無双（ユダ[5]、ギル・ハーン[6]）

2013年
- 英雄伝説 閃の軌跡（レーグニッツ帝都知事[7]）

### ドラマCD
- クラノア -yesterday once more-（岸元純也）
- 孤独のグルメ vol.2 ドラマCD
- ブレスレス・ハンター（岩切耕一郎）
- めろ@ドラマCD まんすりぃ 萌音（久保紘史）

### 吹き替え
- V.I.P.（リナルド〈ダン・サウスワース〉）
- 麒麟麦酒 「キリンのどごし<生>カンフースター篇」（敵のボス） - CMおよび短編映画「弩裏威夢拳」

### その他
- ガリンペイロ（ナレーション、TOKYO MX）
- ザ・放送ヲ阻止セヨ!!これ知られたら芸能界明日から生きてけない絶体絶命スペシャル!（ナレーション、TBS）
- スーパーJチャンネル（ナレーション、テレビ朝日）
- スーパーモーニング（ボイスオーバー、テレビ朝日）
- 情報プレゼンター とくダネ!『とくダネ！タイムズ』（ナレーション、フジテレビ）『脳活Jhonny！』（Jhonny）
- ダウンタウンのガキの使いやあらへんで!!（ナレーション、日本テレビ）
- 青山二丁目劇場「妹なんかになりたくない!」- 朝海公一 役